# Campionati del mondo di winter triathlon del 2002
I Campionati del mondo di winter triathlon del 2002 (VI edizione) si sono tenuti a Brusson in Italia, in data 23 febbraio 2002.
Tra gli uomini ha vinto il liechtensteiniano Marc Ruhe. Tra le donne ha trionfato l'olandese Marianne Vlasveld..
La gara junior ha visto trionfare il norvegese Arne Post e la francese Manou Andre.
La squadra elvetica ha vinto la staffetta élite maschile. Alla squadra tedesca è andata la staffetta élite femminile.

## Risultati

### Élite uomini
| Pos. | Atleta                | Paese         | Corsa    | Bici     | Sci      | Totale   |
| ---- | --------------------- | ------------- | -------- | -------- | -------- | -------- |
|      | Marc Ruhe             | Liechtenstein | 00:28:01 | 00:33:22 | 00:28:21 | 01:29:44 |
|      | Christoph Mauch       | Svizzera      | 00:27:52 | 00:34:05 | 00:28:11 | 01:30:09 |
|      | Benjamin Sonntag      | Germania      | 00:28:49 | 00:33:47 | 00:29:00 | 01:31:37 |
| 4    | Iwan Schuwey          | Svizzera      | 00:27:45 | 00:34:45 | 00:29:12 | 01:31:42 |
| 5    | Nicolas Lebrun        | Francia       | 00:27:22 | 00:35:33 | 00:29:28 | 01:32:23 |
| 6    | Thomas Buller         | Germania      | 00:27:42 | 00:37:16 | 00:27:27 | 01:32:26 |
| 7    | Juan Carlos Apilluelo | Spagna        | 00:27:13 | 00:36:24 | 00:29:15 | 01:32:52 |
| 8    | Thomas Schrenk        | Germania      | 00:29:27 | 00:34:30 | 00:29:23 | 01:33:20 |
| 9    | Frode Pedersen        | Norvegia      | 00:28:50 | 00:36:56 | 00:27:42 | 01:33:29 |
| 10   | Falk Gopfert          | Germania      | 00:28:47 | 00:37:30 | 00:27:30 | 01:33:49 |
| 11   | Othmar Brügger        | Svizzera      | 00:28:22 | 00:34:33 | 00:31:07 | 01:34:01 |
| 12   | Joseph Brugger        | Svizzera      | 00:28:47 | 00:34:31 | 00:30:47 | 01:34:04 |
| 13   | Alf Roger Holme       | Norvegia      | 00:28:59 | 00:37:17 | 00:28:17 | 01:34:34 |
| 14   | Walter Polla          | Italia        | 00:29:41 | 00:36:23 | 00:29:10 | 01:35:13 |
| 15   | Laurent Mandrillon    | Francia       | 00:30:44 | 00:36:13 | 00:28:45 | 01:35:43 |
| 16   | Alessandro De Gasperi | Italia        | 00:30:08 | 00:36:41 | 00:28:58 | 01:35:48 |
| 17   | Sebastia Catua        | Spagna        | 00:28:44 | 00:37:04 | 00:30:26 | 01:36:14 |
| 18   | Patrik Kuril          | Slovacchia    | 00:29:07 | 00:38:21 | 00:29:17 | 01:36:45 |
| 19   | Anton Steiner         | Italia        | 00:28:37 | 00:37:25 | 00:30:44 | 01:36:48 |
| 20   | Aleksanda Milenkovic  | Serbia        | 00:29:59 | 00:38:08 | 00:28:42 | 01:36:49 |
| 21   | Pedro Añarbe          | Spagna        | 00:29:30 | 00:37:46 | 00:29:36 | 01:36:52 |
| 22   | Jean Claude Carrere   | Francia       | 00:27:59 | 00:38:37 | 00:30:34 | 01:37:11 |
| 23   | Iker Rozas Osinaga    | Spagna        | 00:30:46 | 00:37:04 | 00:30:53 | 01:38:43 |
| 24   | Oliver Kraas          | Sudafrica     | 00:30:03 | 00:38:22 | 00:30:44 | 01:39:08 |
| 25   | Immo Trebing          | Germania      | 00:31:15 | 00:37:30 | 00:30:51 | 01:39:36 |
| 26   | Julius Lamos          | Slovacchia    | 00:29:44 | 00:38:38 | 00:31:21 | 01:39:43 |
| 27   | Lubo Ciernava         | Slovacchia    | 00:29:10 | 00:38:25 | 00:32:54 | 01:40:29 |
| 28   | Emil Hrnciar          | Slovacchia    | 00:29:36 | 00:38:54 | 00:32:31 | 01:41:02 |
| 29   | Elias Höfler          | Liechtenstein | 00:30:29 | 00:38:25 | 00:33:30 | 01:42:24 |
| 30   | Michele Loss Frizera  | Italia        | 00:30:37 | 00:44:05 | 00:29:32 | 01:44:14 |
| 31   | Otakar Kobr           | Rep. Ceca     | 00:32:17 | 00:37:47 | 00:35:43 | 01:45:46 |
| 32   | Neal Henderson        | Stati Uniti   | 00:33:37 | 00:39:42 | 00:37:05 | 01:50:23 |
| 33   | Mason Rickard         | Stati Uniti   | 00:33:53 | 00:42:20 | 00:35:07 | 01:51:20 |

### Élite donne
| Pos. | Atleta              | Paese       | Corsa    | Bici     | Sci      | Totale   |
| ---- | ------------------- | ----------- | -------- | -------- | -------- | -------- |
|      | Marianne Vlasveld   | Paesi Bassi | 00:33:15 | 00:40:14 | 00:31:34 | 01:45:04 |
|      | Sigrid Lang         | Germania    | 00:33:59 | 00:42:50 | 00:31:00 | 01:47:49 |
|      | Gabi Pauli          | Germania    | 00:34:33 | 00:40:57 | 00:34:45 | 01:50:14 |
| 4    | Brita C. Mustad     | Norvegia    | 00:33:59 | 00:44:32 | 00:32:57 | 01:51:29 |
| 5    | Sabine Fuhrimann    | Svizzera    | 00:35:12 | 00:44:14 | 00:33:15 | 01:52:42 |
| 6    | Jutta Schubert      | Germania    | 00:34:54 | 00:44:03 | 00:36:19 | 01:55:16 |
| 7    | Anna Serra          | Spagna      | 00:35:55 | 00:46:17 | 00:33:07 | 01:55:20 |
| 8    | Ana Casares         | Spagna      | 00:32:19 | 00:46:55 | 00:36:25 | 01:55:39 |
| 9    | Angela Huy          | Germania    | 00:38:07 | 00:46:00 | 00:34:15 | 01:58:23 |
| 10   | Inmaculada Pereiro  | Spagna      | 00:35:55 | 00:45:29 | 00:37:25 | 01:58:50 |
| 11   | Barbara Pedretti    | Italia      | 00:35:55 | 00:51:35 | 00:34:46 | 02:02:01 |
| 12   | Veronica Chiusole   | Italia      | 00:35:09 | 00:49:18 | 00:39:29 | 02:03:57 |
| 13   | Hiromi Sato         | Giappone    | 00:36:14 | 00:51:16 | 00:39:31 | 02:05:17 |
| 14   | Annekatrin Nitzsche | Germania    | 00:36:51 | 00:50:44 | 00:42:23 | 02:09:58 |
| 15   | Paola Giacomelli    | Italia      | 00:38:41 | 00:57:16 | 00:37:20 | 02:13:18 |
| 16   | Helene De Munch     | Paesi Bassi | 00:44:13 | 00:56:55 | 00:41:36 | 02:22:45 |

### Junior uomini
| Pos. | Atleta             | Paese         | Corsa    | Bici     | Sci      | Totale   |
| ---- | ------------------ | ------------- | -------- | -------- | -------- | -------- |
|      | Arne Post          | Norvegia      | 00:27:46 | 00:38:01 | 00:28:18 | 01:34:04 |
|      | Daniel Antonioli   | Italia        | 00:28:48 | 00:37:14 | 00:29:32 | 01:35:34 |
|      | Daniel Hehle       | Germania      | 00:30:00 | 00:37:19 | 00:30:54 | 01:38:14 |
| 4    | Giuseppe Lamastra  | Italia        | 00:30:31 | 00:37:05 | 00:31:45 | 01:39:21 |
| 5    | Matej Jurco        | Slovacchia    | 00:31:34 | 00:36:40 | 00:32:49 | 01:41:02 |
| 6    | David Roderer      | Germania      | 00:30:49 | 00:38:16 | 00:32:47 | 01:41:53 |
| 7    | Christian Frommelt | Liechtenstein | 00:32:16 | 00:40:29 | 00:35:22 | 01:48:07 |
| 8    | Martin Hubatsch    | Germania      | 00:32:45 | 00:41:03 | 00:34:24 | 01:48:13 |
| 9    | Pavel Simko        | Slovacchia    | 00:31:42 | 00:42:23 | 00:35:15 | 01:49:21 |
| 10   | Branislav Hraskp   | Slovacchia    | 00:31:59 | 00:43:25 | 00:38:16 | 01:53:39 |
| 11   | Tom Kastner        | Germania      | 00:34:31 | 00:43:48 | 00:36:31 | 01:54:50 |
| 12   | Andrej Kubis       | Slovacchia    | 00:33:52 | 00:45:52 | 00:36:51 | 01:56:34 |
| 13   | Peter Skvarka      | Slovacchia    | 00:34:18 | 00:48:23 | 00:36:46 | 01:59:26 |

### Junior donne
| Pos. | Atleta          | Paese      | Corsa    | Bici     | Sci      | Totale   |
| ---- | --------------- | ---------- | -------- | -------- | -------- | -------- |
|      | Manou Andre     | Francia    | 00:37:09 | 00:46:54 | 00:32:59 | 01:57:01 |
|      | Andrea Hruzova  | Slovacchia | 00:36:10 | 00:48:03 | 00:39:13 | 02:03:27 |
|      | Friederike Rupp | Germania   | 00:37:53 | 00:52:24 | 00:36:10 | 02:06:27 |

## Medagliere
| Pos. | Paese         | Oro | Argento | Bronzo |   |
| ---- | ------------- | --- | ------- | ------ | - |
| 1    | Liechtenstein | 1   | 0       | 0      | 1 |
| 1    | Paesi Bassi   | 1   | 0       | 0      | 1 |
| 1    | Norvegia      | 1   | 0       | 0      | 1 |
| 1    | Francia       | 1   | 0       | 0      | 1 |
| 5    | Germania      | 0   | 1       | 4      | 5 |
| 6    | Svizzera      | 0   | 1       | 0      | 1 |
| 6    | Slovacchia    | 0   | 1       | 0      | 1 |
| 6    | Italia        | 0   | 1       | 0      | 1 |

## Staffetta

### Élite uomini
| Pos. | Paese    | Totale   |
| ---- | -------- | -------- |
|      | Svizzera | 01:27:36 |
|      | Germania | 01:28:48 |
|      | Norvegia | 01:28:55 |

### Élite donne
| Pos. | Paese    | Totale   |
| ---- | -------- | -------- |
|      | Germania | 01:46:55 |
|      | Italia   | 01:51:10 |
|      | Spagna   | 01:51:42 |